# Calci bisulfit
Calci bisunfit (calci bisunphit) là một hợp chất vô cơ, là muối của một cation calci và một anion bisunfit có công thức hóa học là Ca(HSO3)2. Nó có thể được điều chế bằng cách phản ứng của vôi với lượng axit sulfurơ dư, chủ yếu là hỗn hợp của lưu huỳnh dioxide và nước. Nó là một chất khử yếu, như lưu huỳnh dioxide, sunfit và bất kỳ hợp chất nào khác có chứa lưu huỳnh ở trạng thái oxy hóa +4. Là một phụ gia thực phẩm, nó được sử dụng làm chất bảo quản theo số E227. Calci bisunfit là muối axit và hoạt động như một axit trong dung dịch nước.